# Ivanka Mazurkijević
Ivanka Mazurkijević je hrvatska pjevačica, vokal grupe Stampedo. Poznata je i po angažmanu u projektu "Mile i putnici" s kojima izdaje album "U dva oka".
Osim glazbene karijere, imala je i nekoliko kratkih nastupa u TV serijama Dobre namjere i Odmori se, zaslužio si.

### Sinkronizacija
- "Khumba" kao Jannie (2013.)

### Filmografija
- "Po tamburi" kao družica vozača kombajna (2021.)
- "Dnevnik velikog Perice" kao sutkinja 'Mikrofon je vaš' (2021.)
- "Crno-bijeli svijet" kao recepcionerka (2019.)
- "Papar i sol" kao polaznica tečaja #1 (2016.)
- "Dobre namjere" kao Nera Kraš (2008.)
- "Odmori se, zaslužio si" kao pjevačica (2006.)